# Huelgoat
Huelgoat is een plaats en gemeente in het westen van Frankrijk, in het departement Finistère in Bretagne. Huelgoat ligt in een bosrijk deel van Bretagne waar ook veel grotten te vinden zijn. De gemeente telde 1.420 inwoners op 1 januari 2022. De Europese Wandelroute E5 van Bretagne naar de Adriatische Zee komt door Huelgoat.

## Geografie
De oppervlakte van Huelgoat bedroeg op 1 januari 2022 14,87 vierkante kilometer; de bevolkingsdichtheid was toen 95,5 inwoners per km².

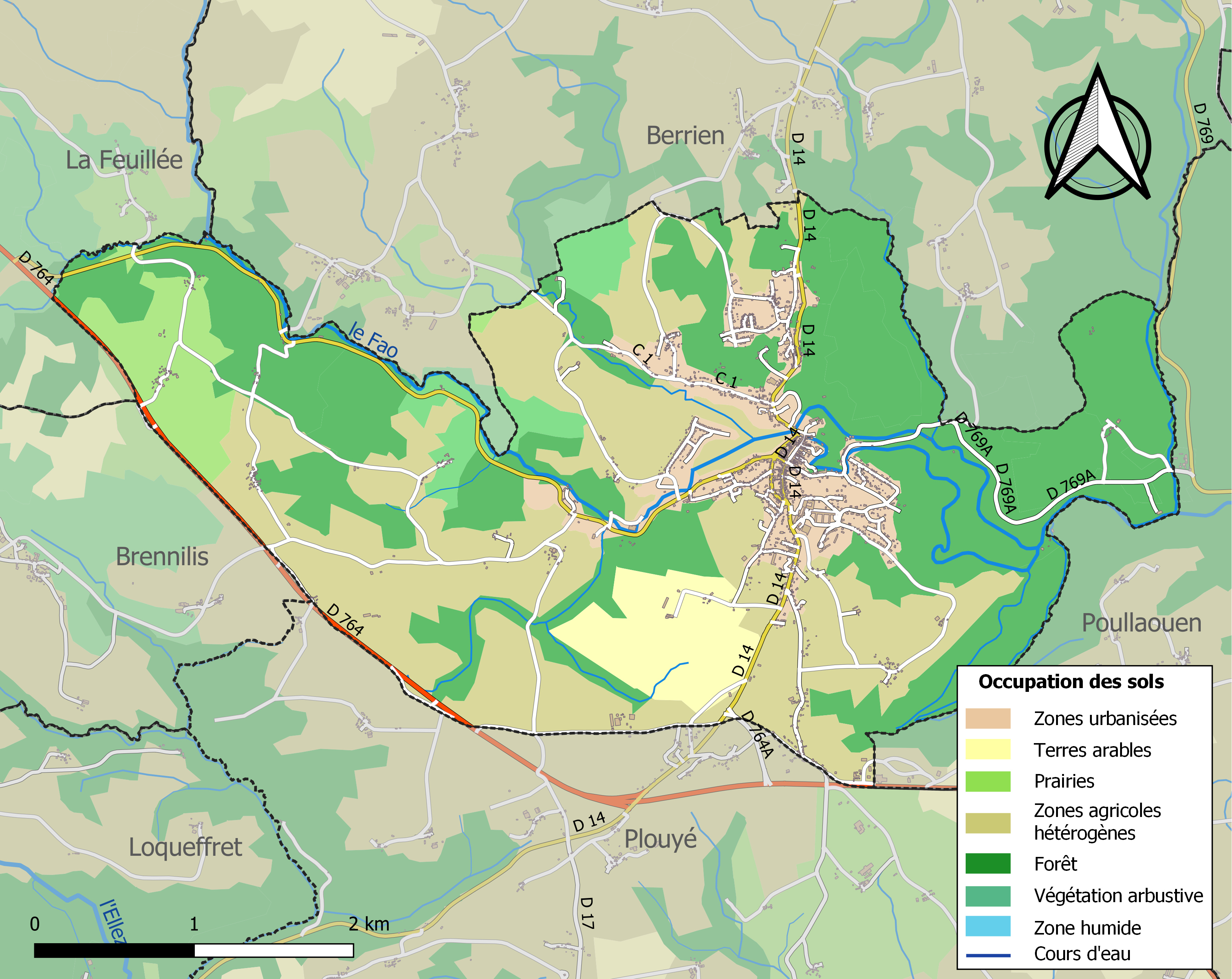
Kaart van de gemeente met belangrijkste infrastructuur, bodemgebruik en omliggende gemeenten

## Demografie
Onderstaande figuur toont het verloop van het inwoneraantal van Huelgoat vanaf 1962.
Bron: Frans bureau voor statistiek. Cijfers inwoneraantal volgens de definitie population sans doubles comptes (zie de gehanteerde definities)